# Хіт Слейтер
Хіт Слейтер (англ. Heath Slater) — американський професійний реслер, зараз виступає в WWE на бренді SmackDown!. Разом в Джастіном Гебріел тричі ставав командним чемпіоном WWE.

## World Wrestling Entertainment (2006)
У грудні 2006 року Міллер разом із Вейдом Барреттом підписав контракт з WWE і був відправлений у DSW.

## FCW (2007–2010)
Навесні 2007 року WWE створили FCW і Міллер був відправлений туди. У 2007 році йому дали ток-шоу, назване «Щасливим годиною», яке виходило під час деяких шоу FCW. Під час одного з шоу гостем був Біллі Кідман. Міллер стверджував, що обожнював Кідмана, однак, коли Хіт сказав, що кар'єра Кідмана пішла на спад, це призвело до ворожнечі та серії матчів між ними. 15 лютого 2008 року Міллер і його партнер Стів Левінгтон програли Джону Моррісону і Мізу у матчі за пояса командних чемпіонів WWE Згодом Міллер і Левінгтон просунулися до фіналу турніру за командні пояси FCW. По дорозі до фіналу, Хіт і Левінгтон перемагали Брендона Грума і Грега Джексона, The Thoroughbreds. Двадцять третього лютого 2008-го Міллер і Левінгтон програли The Puerto Rican Nightmares у фіналі. 11 вересня Міллер в команді з Джо Хенніга, все-таки виграв командні пояси FCW. Як чемпіон, Хіт поміняв своє ім'я на «Себастьяна Слейтера». 30 жовтня 2008 року Слейтер і Хенніг програли свої пояси Гаррі Сміту і ТД Вілсона. 13 серпня 2009 го року Слейтер переміг Тайлера Рекса і завоював пояс чемпіона FCW у важкій вазі. 24 вересня Слейтер програв свій пояс Джастіну Гебріел у матчі до двох перемог.

## NXT (2010)
16 лютого 2010 року було оголошено, що Слейтер буде брати участь у першому сезоні NXT. Наставником Слейтера став Крістіан. На вступному епізоді NXT Крістіан і Слейтер перемогли Карліто і Майкла Тарвера. 25 травня Слейтер вибув з NXT, посівши 4-е місце.

## WWE RAW (2010–2011)
На шоу RAW 7 червня Слейтер в числі інших учасників першого сезону NXT: Вейд Барретта, Даррена Янга, Девіда Отонги, Джастіна Гебріела, Майкл Тарвер, Скіп Шеффілд і Денієла Браяна втрутився в матч Джона Сіни і СМ Панк а, побивши обох реслерів, коментаторів, а також зламавши апаратуру. 14 червня новачки зажадали контракти з RAW від Генерального менеджера — Брета Харта. Отримавши відмову, вони побили його. Незабаром, Вінс МакМехон вилаяв і звільнив Харта. З'явився новий «анонімний» Генеральний менеджер, який роздав новачкам контракти і вони стали називати себе «Nexus». Зав'язалася ворожнеча між Нексус і Джоном Сіною. На одному з шоу RAW відбувся six-on-one handicap матч, в якому Нексус перемогли Сіну. На ППВ SummerSlam 2010 Нексус програли команді Сини (Едж, Кріс Джеріко, Ар-Трус, Джон Моррісон, Денієл Браян і Брет Харт) у seven-on-seven elimination tag team матчі. Слейтер утримав Еджа і Кріса Джеріко, але сам був вибитий п'ятим у складі Нексуса (Денієлом Браяном). 25 жовтня Слейтер і Гебріел заволоділи командними поясами (за наказом Барретта, Отонга і Сіна віддали їм свої пояси). Але 6 грудня програли їх Володимиру Козлову і Сантіно МАРЕЛЛІ. 10 січня 2011 року, коли лідером Нексуса став СМ Панк, Слейтер відмовився проходити випробування і покинув угруповання.

## WWE SmackDown! (2011-наст. Час)
Слейтера перевели на SmackDown! І він вступив в угрупування The Corre. На ППВ Elimination Chamber 2011 в команді з Джастіном Гебріел виграв пояси командних чемпіонів у Козлова і МАРЕЛЛІ. 22 квітня 2011 програв пояса Кейну і Біг Шоу. На ППВ Over the Limit разом з Джастіном Гебріел втрутився в матч Уейда Баррета і Ізікіела Джексона за Інтерконтинентальний пояс, щоб допомогти Баррету. Матч закінчився перемогою Джексона по дискваліфікації. Після того, як Баррет двічі кинув Слейтера і Гебріела на поталу Джексону, їхній терпець урвався, і вони сказали, що залишають Ядро. Після цього Слейтер і Гебріел почали виступати вдвох, але після двох поразок їх дует розпався, і Слейтер почав кар'єру хілла, проте за цей час він жодного разу не переміг своїх супротивників. Смуга поразок тривала аж до січня 2012 року, коли перед Royal Rumble (2012) Хіт переміг Трента Барретту і перервав свій стрік програшів. Через два тижні він переміг Деріка Бейтмена, але потім знову став програвати таким реслерам, як Бродус Клей, Райбек і Джастін Гебріел. У червні 2012 керівництво WWE вибрало його для роботи з легендами перед 1000 RAW. За цей час він отримував на горіхи від Вейдера, Роді Пайпера, Рікіші, Дорожнього Війна, Психо Сіда, Даймонда Далласа Пейджа і Боба Беклунда, але на початку липня переміг Клоуна Доінка. На тисячному епізоді RAW бився проти Літи в бою без дискваліфікації. На допомогу Літі вийшли всі легенди WWE з якими бився Хіт і допомогли перемогти в цьому бою. Незабаром Хіт об'єднався з Дрю Макінтайром і Джиндером Махалом.

## 3MB
Разом угруповання здобула ряд перемог над такими реслерами, як Тайсон Кідд, Джастін Гебріел, Зак Райдер і Сантіно Марелла. Угруповання назвала себе «3 man band».

## В реслінгу
Коронні прийоми
- Sweetness
- Jumping inverted neckbreaker
- Leaping reverse STO

Улюблені прийоми
- Ankle Lock
- Flapjack
- Spinning spinebuster
- Punch

Музичні теми
- - «We Are One» від 12 Stones (2010–2011)
  - «End of Days» від Emphatic (2011–2011)
  - «Black Or White» від Bleeding in Stereo (2011- по наш чвс)

## Титули та нагороди
Florida Championship Wrestling
FCW Florida Heavyweight чемпіон (1 раз)
Командний чемпіон FCW(1 раз) — с Джо Хеннінгом
CW Southern Heavyweight чемпіон (1 раз)
Georgia Championship Wrestling
NWA/GCW Columbus Heavyweight чемпіон (1 раз)
Pro Wrestling Illustrated
Фьюд року (2010) — Нексус проти WWE
Найбільш ненависний реслер року (2010) — як частина Нексусу.
PWI ставить його під № 66 у списку 500 найкращих реслерів 2011 року
PWI ставить його під № 108 в списку 500 найкращих реслерів PWI 500 2012
World Wrestling Entertainment
Командний чемпіон WWE (3 рази) — з Джастіном Гебріелом
Slammy Award for the Shocker of the Year (2010) — дебют Нексуса